# ProSieben Maxx
ProSieben Maxx (eigene Schreibweise: ProSieben MAXX) ist ein deutscher Free-TV-Sender der ProSiebenSat.1 Media SE, der am 3. September 2013 den Sendebetrieb aufnahm.

## Geschichte
Zum 1. August 2013 erhielt der Sender bereits eine DVB-T-Lizenz für den Raum München. ProSieben Maxx erhielt dort zusammen mit Sat.1 Gold, Tele 5 und DMAX Kapazitäten, die bis zum 31. Juli 2013 von der RTL-Gruppe genutzt wurden.
Am 13. August 2013 wurde eine Testausstrahlung von ProSieben Maxx durchgeführt. Gezeigt wurde ein Programmtrailer.
Am 3. September 2013 um 20:15 Uhr startete der Sendebetrieb mit der Ausstrahlung des Spielfilms Captain America: The First Avenger.
2017 hatte der Sender bei 14- bis 49-Jährigen in Deutschland einen Marktanteil von 1,3 %. 2023 lag der Marktanteil bei 0,7 %.

## Geschäftsführer
- René Carl[10] (3. September 2013 bis 30. April 2017)
- Daniel Rosemann[11] (1. Mai 2017 bis 31. Oktober 2023)
- Ellen Koch[3] (seit 1. November 2023)

## Marktanteile
| Jahr | ab 3 Jahre | 14–49 Jahre | Quelle |
| ---- | ---------- | ----------- | ------ |
| 2013 |            | 0,2 %       | [ 12 ] |
| 2014 | 0,5 %      | 1,0 %       | [ 13 ] |
| 2015 | 0,2 %      | 1,2 %       | [ 14 ] |
| 2016 | 0,8 %      | 1,1 %       | [ 15 ] |
| 2017 | 0,7 %      | 1,3 %       | [ 16 ] |
| 2018 | 0,9 %      | 1,6 %       | [ 17 ] |
| 2019 | 0,8 %      | 1,7 %       | [ 18 ] |
| 2020 | 0,7 %      | 1,6 %       | [ 19 ] |
| 2021 | 0,7 %      | 1,6 %       | [ 20 ] |
| 2022 | 0,8 %      | 1,8 %       | [ 21 ] |
| 2023 | 0,7 %      | 1,7 %       | [ 22 ] |
| 2024 | 0,6 %      | 1,5 %       | [ 4 ]  |

## Programm
ProSieben Maxx richtet sich hauptsächlich an männliche Zuschauer im Alter von 14 bis 59 Jahren und ist der sechste freie Fernsehsender der ProSiebenSat.1 Media SE in Deutschland.

### Tagesprogramm
Tagsüber strahlte ProSieben Maxx ein Sendefenster für Kinder und Jugendliche aus, pro Tag wurden acht bis neun Stunden Anime- und Zeichentrick-Serien gesendet. Hierfür hat ProSieben Maxx mit der YEP! TV Betriebs GmbH & Co. KG, welche für den YEP!-Block verantwortlich war und vermarktet hatte, zusammengearbeitet. Dieses Sendefenster wurde am 30. Juni 2015 eingestellt und am 1. Juli 2015 durch den Anime-Block Anime-Action ersetzt, welcher nun von ProSieben Maxx selbst verantwortet und vermarktet wird. In der Anime Action laufen sowohl in Deutschland schon lang bekannte Serien wie One Piece und Naruto Shippuden sowohl in Wiederholung als auch mit neuen Folgen sowie neuere Serien wie z. B. Haikyu!!, Dragon Ball Z Kai, Boruto: Naruto Next Generations, Dragon Ball Super, Hunter × Hunter und Fairy Tail. Im Oktober 2018 brachte ProSieben Maxx die klassische Anime-Serie Detektiv Conan mit neu synchronisierten Folgen zurück.

### Abendprogramm
Inhaltlich fokussiert sich ProSieben Maxx in zunehmendem Maß auf internationale Serien, Filme und Dokumentationen, aber zunehmend auch Sport. Dies spiegelt sich auch in den Abenden für die verschiedenen Genre wider. Zu Beginn wurden auch einige Fernsehserien wie Episodes, Homeland, Sons of Anarchy und House of Cards in der englischsprachigen Originalversion mit deutschen Untertiteln gezeigt. Im Frühjahr 2014 wurde die Ausstrahlung von Serien in der englischsprachigen Originalversion wegen niedriger Einschaltquoten beendet.
Momentan existieren Serienabende am Montag (Mystery, Thriller…), am Mittwoch (Science-Fiction-Serien…) und am Freitag (Animefilme und -serien).
Am Montagabend zeigt der Sender u. a. die Free-TV-Premiere der neunten Staffel von Supernatural sowie Wiederholungen der Serien Warehouse 13 und Outer Limits. In der Vergangenheit wurden außerdem Wiederholungen von Under the Dome, Supernatural, Fringe – Grenzfälle des FBI oder Akte X gesendet. Weiter strahlte ProSieben Maxx erstmals die ersten beiden Staffeln von Sleepy Hollow aus, nachdem ProSieben die Serie 2014 nach nur 4 Folgen aus dem Programm genommen hatte. Auch mit der Serie Alphas präsentierte der Sender eine Free-TV-Premiere. Die Produktion der US-Serie wurde vom Sender Syfy nach nur zwei Staffeln eingestellt. Der Sender ProSieben Maxx zeigte die beiden Staffeln von Juli bis Oktober 2015 mit einwöchiger Unterbrechung direkt hintereinander.
Mittwochs hingegen zeigt ProSieben Maxx Science-Fiction-Serien wie Stargate – Kommando SG-1, Stargate Atlantis und Eureka – Die geheime Stadt.
Am Freitag zeigt der Sender seit April 2017 ab 22 Uhr Animeserien für ein erwachseneres Publikum, darunter mehrere deutsche Erstausstrahlungen wie Attack on Titan, Erased oder Sword Art Online. Seit Anfang 2018 läuft von 20:15 bis zum Start der „Anime Night“ ein Anime-Spielfilm. Vor diesem Programmschema zeigte ProSieben Maxx am Freitag Wiederholungen von Two and a Half Men. Vor einiger Zeit wurden auch Wiederholungen von How I Met Your Mother und Scrubs – Die Anfänger ausgestrahlt sowie die Free-TV-Premieren von Last Man Standing und Chuck.
Seit dem 7. Januar 2014 strahlt ProSieben Maxx mittwochs und freitags, unabhängig von YEP!, Cartoons und Animes für Erwachsene im Nachtprogramm aus.
Im April 2014 wurden erstmals Sportsendungen ins Programm aufgenommen. Seit April 2014 sendet ProSieben Maxx eine für den deutschsprachigen Markt angepasste, etwa zweistündige Version der Wrestling-Show SmackDown. Seit Sommer 2015 wurden außerdem am Sonntagabend mit der Sportsendung ran Football die American-Football-Spiele der NFL live übertragen und von einem deutschen Kommentatoren-Duo kommentiert. Des Weiteren wurden seit Herbst 2016 am Mittwochabend mit der Sportsendung ran Basketball die Basketball-Spiele des EuroCups live übertragen und von einem deutschen Kommentatoren-Duo kommentiert. Auch seit Herbst 2016 wird die Drone Racing League mit einem deutschen Kommentator übertragen. Ab März 2017 werden ebenfalls Boxkämpfe mit ran Boxen übertragen.
Neben Serien werden auch Spielfilme angeboten, welche meistens am Dienstag ausgestrahlt werden. Es werden jeweils zwei Filme ausgestrahlt, die wenige Stunden später wiederholt werden. Ebenso verfuhr ProSieben Maxx bis Sommer 2015 am Sonntagabend.
Donnerstags zeigt ProSieben Maxx Magazine wie Galileo 360° oder Manmade. In der Regel handelt es sich dabei um Eigenproduktionen.
Am Samstagabend zeigt der Sender Dokumentationen wie Border Patrol Canada, Hard Time oder Lockdown. Dabei handelt es sich in der Regel um Fremdproduktionen.
Nachdem der Sender Tele 5 im März 2017 die Ausstrahlungsrechte an der Wrestlingshow RAW verloren hatte, erhielt ProSieben Maxx ab April 2017 auch die Rechte an dieser Flaggschiff-Show der WWE. Die Ausstrahlung erfolgt am Mittwochabend.
2021 sicherte sich ProSieben Maxx die deutschen Fernsehrechte an der neu gegründete European League of Football. In der ersten Saison 2021 dieser American-Football-Liga übertrug der Sender 13 Spiele einschließlich des Finales. In der Saison 2023 erweitert der Sender die Übertragungen auf zwei Spiele jeden Sonntag. Der Vertrag läuft bis 2026.

## Empfang

Logo von ProSieben MAXX HD

- DVB-S: Über Astra auf 19,2° Ost (12.545 MHz, Transponder: 107, Polarisation: Horizontal, Symbolrate: 22000 MS/s, FEC: 5/6)[35]
- DVB-T2: fast bundesweit[36]
- DVB-C: über Vodafone Deutschland, Unitymedia, Pÿur,[37] NetCologne, wilhelm.tel und weiterer Anbieter zu sehen.
- IPTV: MagentaTV und Vodafone TV[38]

Der Sender in HD ist seit dem 20. September 2013 bei MagentaTV und seit dem 15. April 2014 auch über HD+ zu empfangen. Ab 15. Oktober 2013 war der Sender auch bei Unitymedia empfangbar.

## Österreich

Logo von ProSieben Maxx Austria

Seit Mitte Juni 2014 wird ProSieben Maxx Austria über Digital-Satellit (Astra) ausgestrahlt. Seit 15. Juli 2014 ist der Sender auch im digitalen UPC-Kabelnetz (Kanal 132) verfügbar. Seit diesem Tage wird auch ein österreichisches Werbefenster ausgestrahlt. Samstags ab 13:55 wird Go! Das Motormagazin gesendet. Ansonsten unterscheidet sich das Programm des Senders bislang nicht vom deutschen.
Im Kabelnetz A1 TV ist die deutsche Version des Senders schon vor Beginn des Österreich-Ablegers verfügbar gewesen.
Obwohl der Sender im herkömmlichen SDTV ausgestrahlt wird, ist er aufgrund des DVB-S2-Sendemodus via Satellit nicht mit allen Standardgeräten empfangbar. Die Empfangsdaten sind:
- Satellit: ASTRA 19,2° Ost
- Frequenz: 11671 MHz
- Symbolrate (MS/s): 22000
- Fehlerschutz (FEC): 2/3
- Polarisation: Horizontal